# Cyperus laevigatus
Cyperus laevigatus — многолетнее травянистое растение семейства Осоковые (Cyperaceae).

## Ботаническое описание
Многолетнее травянистое растение высотой до 60 см. Длинное ползучее корневище 1-5 мм толщиной, от светло-коричневого до пурпурно-чёрного; стебли обычно 3-60 см длиной и 0,5-2 мм толщиной, округлые или угловатые, голые, в нижней части покрыты короткими чешуйками и довольно рыхлыми листовыми влагалищами, поэтому стебель шире влагалищ. Листья до 4 см длиной и 0,5-2 мм шириной, обычно свернутые и почти стеблеобъемлющие, шероховатые по краю, лопасть иногда отсутствует; влагалища от светло- до темно-пурпурно-коричневых, все или только самые нижние без листовых пластинок. Соцветие — одиночный колосок или чаще негустая или тесная головка из 2-30 колосков (редко до 80 колосков), 0,5-3,5 см в диаметре; главный непарный прицветник 1-3 см длиной, шероховатый по краю, слегка сплюснутый, но стеблевидный и продолжающийся в направлении стебля, поэтому соцветие, по-видимому, боковое. Колоски 5-20 x 1,5-3 мм, прямые или изогнутые, линейные, несколько сплюснутые. Цвет колосков варьируется от зелёного до красноватого и тёмно-коричневого. 15-30 цветков. Колоски 2-3,5 мм длиной, очень тесно перекрывающиеся, широко эллиптические, округлые на спинке, без киля, кроме верхушки, бледно-желтоватые с красновато-коричневыми точками; верхушка острая, коротко мукронатная или ломкая. Тычинок 3. Плод — орешек 1,5-1,7 x 0,8-1 мм, обратнояйцевидный с коротким апикулусом, плоский с одной стороны, округлый с другой, серый или коричневатый; поверхность гладкая, но с отчетливыми довольно крупными изодиаметрическими поверхностными ячейками.

## Распространение и экология
Произрастает во влажных местах, особенно в солоноватой воде, влажных щелочных почвах, богатых минералами горячих источниках и других влажных солёных и щелочных местах обитания. Он известен с пляжей Гавайских островов и солёных водоемов в пустынях юго-запада США (Калифорния, Аризона, Техас), Мексики, Центральной и Южной Америки. Также широко распространён на большей части Вест-Индии, в Африке, Средиземноморском бассейне, на Ближнем Востоке, в Индии, Центральной Азии, Австралии и на океанических островах.
На Гавайях Cyperus laevigatus известен как макалоа и использовался жителями острова Ниихау для изготовления плетёных циновок. Многие из лучших образцов плетения на Гавайях сделаны из макалоа.
Гусеницы моли Chedra microstigma были обнаружены в листьях этого растения-хозяина в прибрежных болотах на Оаху.